# Franz Bosbach

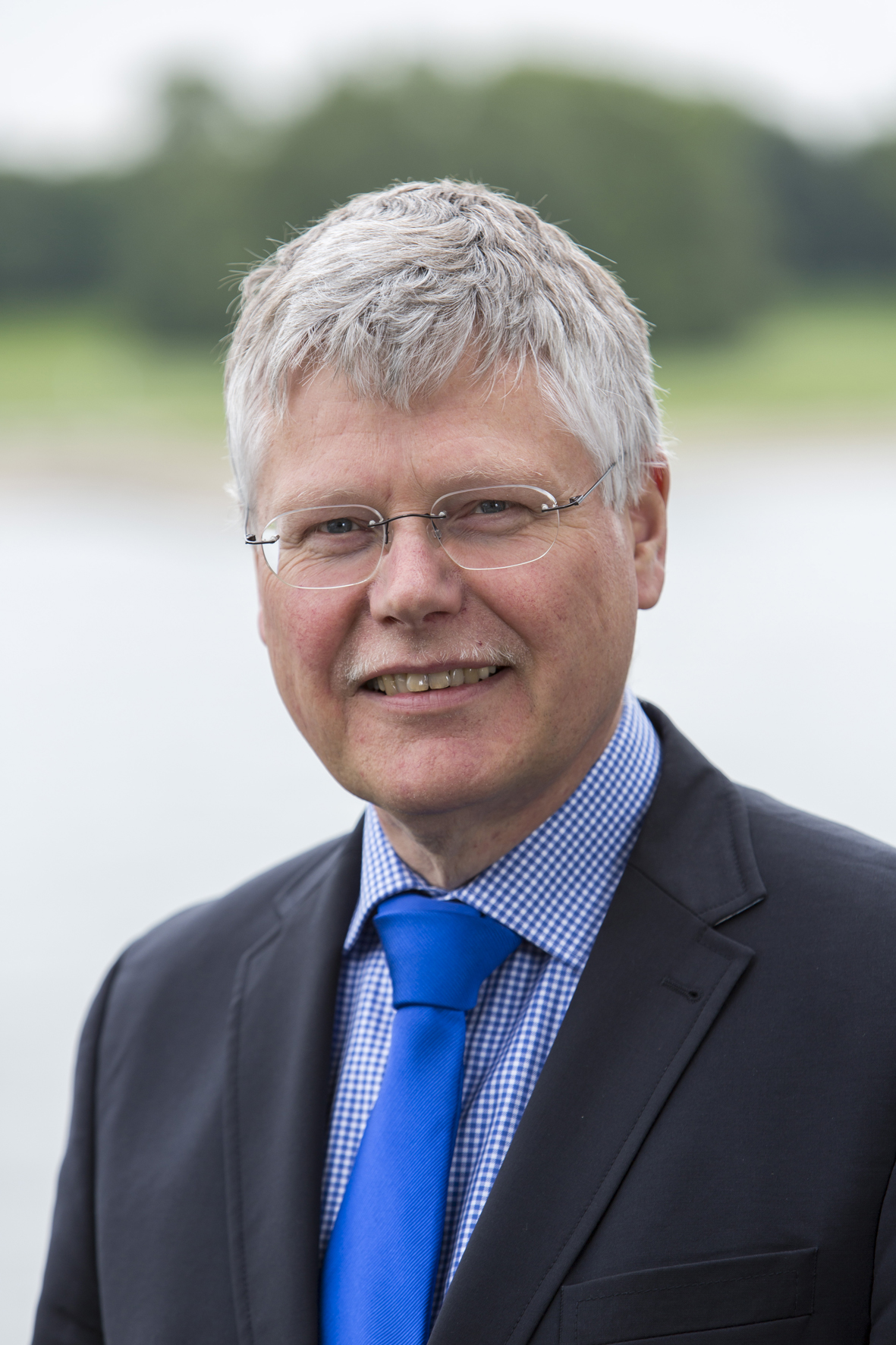
Franz Bosbach 2014

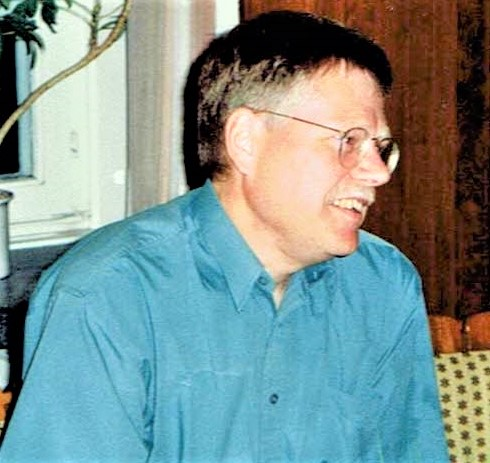
Franz Bosbach 1998

Franz Bosbach (* 11. Januar 1952 in Bornheim) ist ein deutscher Historiker und Hochschullehrer.

## Leben
Bosbach absolvierte von 1970/1972 bis 1977 ein Studium der Fächer Geschichte, Latein, Mittellatein und Politische Wissenschaften an der Universität Bonn. Von 1971 bis 1972 leistete er Wehrdienst. 1977 bestand er das Erste Staatsexamen für das Lehramt am Gymnasium für Geschichte und Latein (mit Auszeichnung).
Bosbach wurde 1981 an der Universität Bonn mit der von Konrad Repgen betreuten Dissertation Die Kosten des Westfälischen Friedenskongresses. Eine strukturgeschichtliche Untersuchung zum Dr. phil. promoviert. Seine Habilitation erfolgte 1986 mit der Habilitationsschrift Monarchia Universalis. Ein politischer Leitbegriff der frühen Neuzeit ebenfalls in Bonn. Ab 1987 war er Stipendiat des Heisenberg-Programms der Deutschen Forschungsgemeinschaft.
1987 wurde Bosbach Visiting Fellow am College Clare Hall der Universität Cambridge. Von 1989 bis 2008 hatte er den Lehrstuhl für Geschichte der Frühen Neuzeit an der Universität Bayreuth inne. Von 2005 bis 2008 war er dort Vizepräsident für Lehre und Studium. Von 2008 bis 2018 war Bosbach an der Universität Duisburg-Essen tätig, an der 2008 seine Wahl zum hauptamtlichen Prorektor für Studium und Lehre erfolgte. Seine Amtszeit endete 2014. Danach hatte er bis zum Eintritt in den Ruhestand 2018 einen Lehrstuhl für Geschichte der Frühen Neuzeit inne.
Seit 1990 ist Bosbach Life Member von Clare Hall. Seit 1993 war er gewähltes Mitglied im Vorstand der Prinz-Albert-Gesellschaft sowie von 1995 bis 2008 deren Präsident. 2015 verließ er die Gesellschaft wegen eines Streits um die Verbindungen des seit 2011 amtierenden Präsidenten Frank-Lothar Kroll zur Neuen Rechten. Er war zudem Mitglied der Vereinigung für Verfassungsgeschichte.
Bosbach wurde am 1. März 2012 das Bundesverdienstkreuz 1. Klasse verliehen. 2024 verlieh ihm die Universität Prešov (Prešovská univerzita v Prešove) die Ehrendoktorwürde.

## Publikationen (Auswahl)
- Die Kosten des Westfälischen Friedenskongresses. Eine strukturgeschichtliche Untersuchung. Aschendorff, Münster 1984, ISBN 3-402-05632-1.
- Monarchia universalis. Ein politischer Leitbegriff der frühen Neuzeit (= Schriftenreihe der Historischen Kommission bei der Bayerischen Akademie der Wissenschaften. Bd. 32). Vandenhoeck und Ruprecht, Göttingen 1988, ISBN 3-525-35931-4.
- Die katholische Reform in der Stadt Köln (1550–1662). Ein Beispiel für erfolgreiche kirchliche Erneuerung (= Kölner Beiträge, N.F., Bd. 14). Presseamt des Erzbistums Köln, Köln 1988.
- Feindbilder. Die Darstellung des Gegners in der politischen Publizistik des Mittelalters und der Neuzeit. Böhlau Verlag, Köln u. a. 1992, ISBN 3-412-03390-1.
- Angst und Politik in der europäischen Geschichte. J.H. Röll, Dettelbach 2000, ISBN 3-89754-156-4.
- Die Studien des Prinzen Albert an der Universität Bonn (1837–1838). De Gruyter, Berlin/New York 2010, ISBN 978-3-598-23004-2.
- zusammen mit John R. Davis und Karina Urbach: Common Heritage. Documents and Sources relating to German-British Relations in the Archives and Collections of Windsor and Coburg. 2 Volumes, Duncker & Humblot, Berlin 2015–2018, ISBN 978-3-428-15190-5.
- Die deutschen Sekretäre des Prinzen Albert von Sachsen-Coburg und Gotha, Prinzgemahl der Königin Victoria (= Schriftenreihe der Historischen Gesellschaft Coburg e. V., Bd. 33). Coburg 2024, ISBN 978-3-9819391-4-9.